# Grafmonument van de familie Cuypers
Het grafmonument van de familie Cuypers op de begraafplaats nabij de Kapel in 't Zand is een monumentaal grafmonument in de Nederlandse stad Roermond.

## Achtergrond
Architect Petrus Josephus Hubertus (Pierre) Cuypers (1827-1921) was afkomstig uit Roermond. In 1858 was hij verantwoordelijk voor de herinrichting van de begraafplaats. Hij liet in dat jaar een grafkelder voor zijn eigen familie bouwen. Hij had een prominente plaats uitgekozen, centraal op de begraafplaats, in de nabijheid van de latere Bisschopskapel. Hij wist waarschijnlijk al dat deze zou worden gebouwd. Hij maakte een grafzerk voor zijn eerste echtgenote Maria Rosalia (Rosa) van de Vin, die in 1855 was overleden. Na het overlijden van zijn tweede echtgenote Antoinette Catharine Therèse (Nenny) Alberdingk Thijm in 1898 werd een gedenkzuil opgericht. Andere familieleden, onder wie zoon Joseph Cuypers (1861-1949) en Cuypers zelf werden later in het graf bijgezet.
In 2006 werden de grafkelder en de gedenkzuil gerestaureerd. Ton Mooy maakte nieuwe beelden voor de zuil. De stoffelijke resten van Cuypers en zijn familie werden tijdens de restauratie in de Bisschopskapel ondergebracht.

## Beschrijving
Het grafmonument bestaat uit twee liggende zerken en een gedenkzuil. 
De liggende zerk voor Rosa Cuypers toont de overledene in middeleeuwse stijl, voor een driebeukig kerkschip, met boven haar twee engelen en op de hoeken de symbolen van de vier evangelisten.
Op de tweede zerk staan de namen van Joseph Cuypers en zijn vrouw. Op de vier hoeken zijn ringen aangebracht, waardoor toegang kan worden verkregen tot de grafkelder. 
De gedenkzuil heeft vier hoekpilasters en wordt bekroond door een kruis. Op de vier zijden zijn onder spitsboogvormige baldakijnen zandstenen beelden geplaatst van Petrus, Johannes de Evangelist en de heiligen Catharina (met rad) en Cecilia (met orgel). De beide vrouwenfiguren verwijzen naar Nenny Cuypers, de beide mannen waarschijnlijk naar haar man. Op de sokkel is aan de voorzijde een koperen gravure aangebracht van Pierre Cuypers op zijn sterfbed. De gravure werd gemaakt door Victor Sprenkels, die later directeur zou worden van Cuypers & Co.

## Afbeeldingen

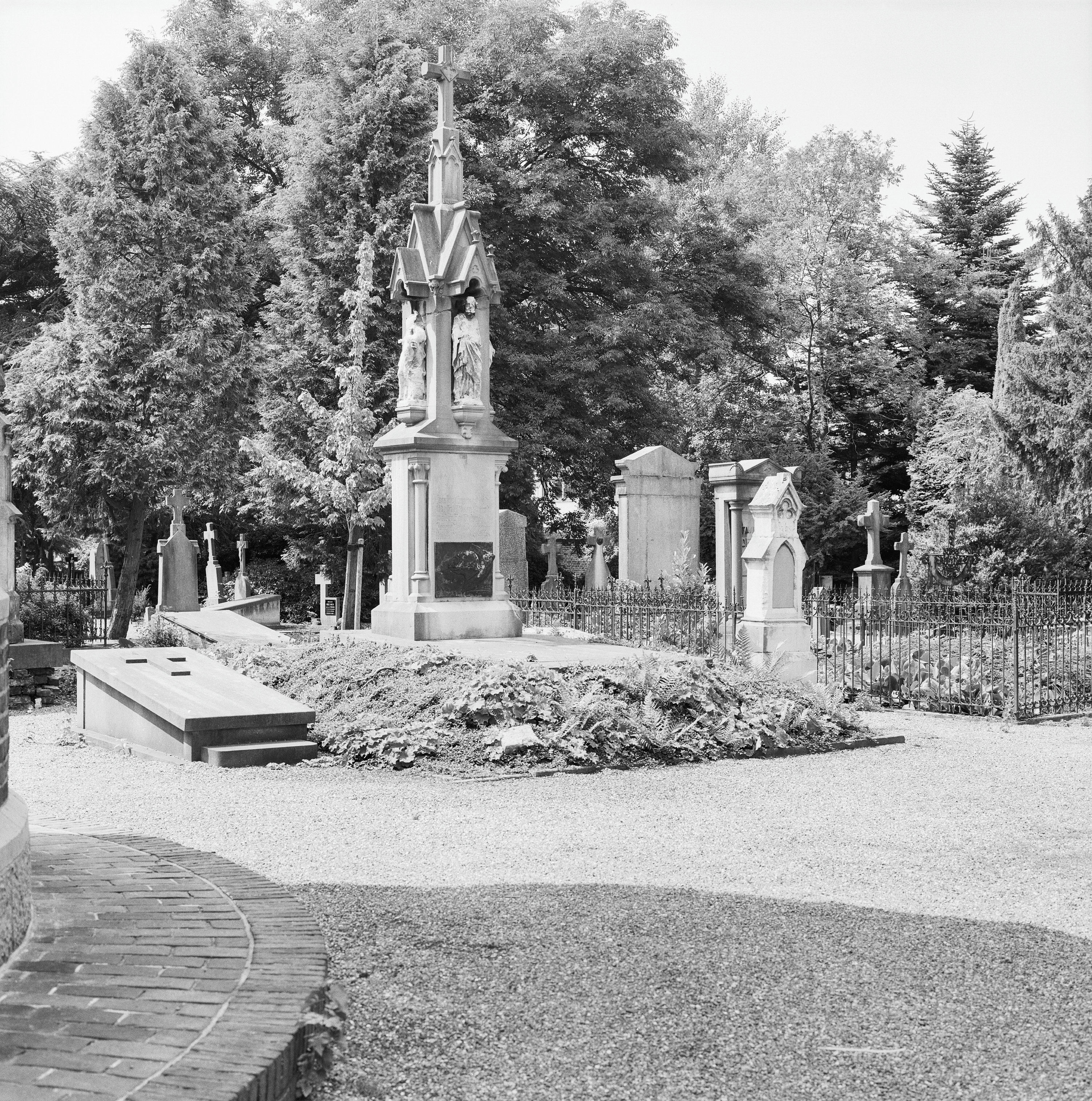
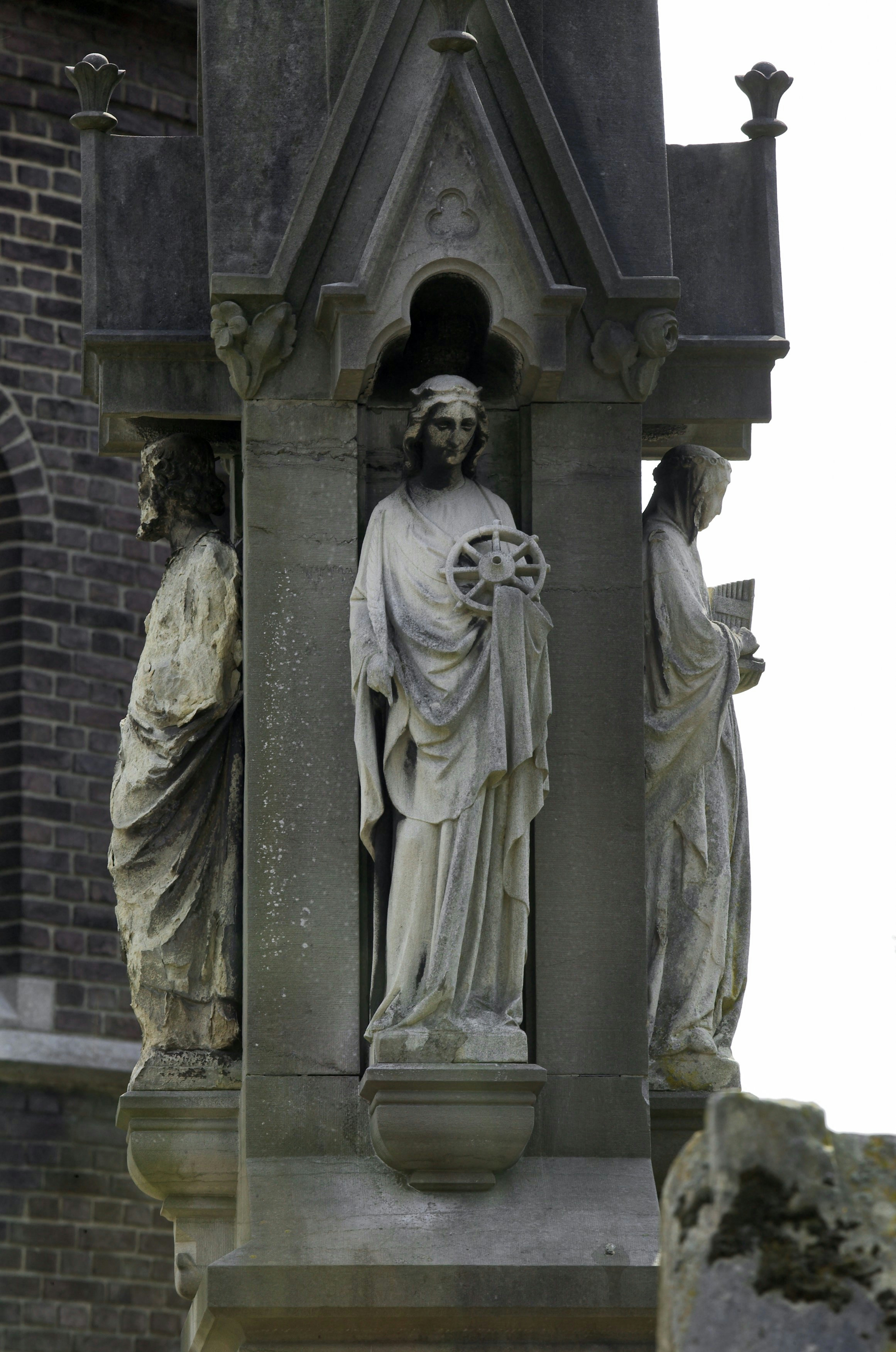
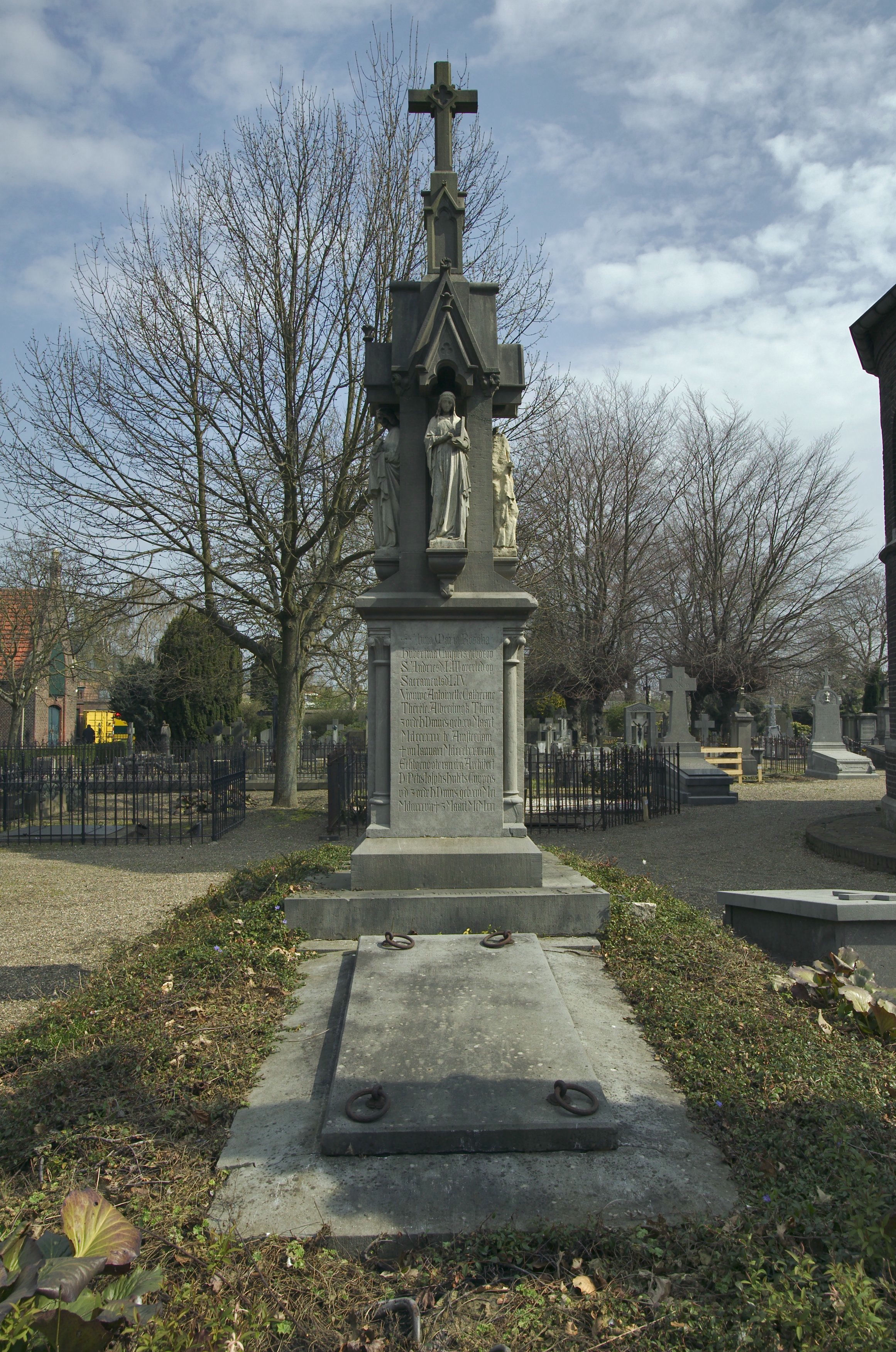

## Waardering
Het grafmonument werd in 2002 als rijksmonument in het Monumentenregister opgenomen, het heeft "cultuurhistorische waarde als bijzondere uitdrukking van een geestelijke en typologische ontwikkeling als grafmonument voor een van de belangrijkste architecten van rooms-katholieke huize in Nederland in de tweede helft van de 19de eeuw. Het grafmonument bezit architectuurhistorische waarde wegens de esthetische kwaliteiten van het ontwerp, het bijzondere materiaalgebruik en de ornamentiek."